# Burg Gleuel
Die Burg Gleuel Im gleichnamigen Ortsteil der Stadt Hürth ist eine der ältesten Wasserburgen im mittelalterlichen Kölngau im Umland der Stadt Köln.

## Geschichte
In spätfränkischer Zeit, in einer Urkunde vom 4. Juni 898, schenkte der König des lotharingischen Teilreiches, Zwentibold, einen Salhof in Gleuel (Gloulo) mit 12 anderen Hufen und der Kirche, ebenso Güter in Selstena (Sielsdorf) an das Stift Essen. Dies spricht sowohl für ein hohes Alter von Burghof und als auch für den Kirchort. Burg und Ort gelangten dann in der Mitte des 13. Jahrhunderts in den Besitz des Domstifts. Der Lehnsmann Gerard von Gleuele kämpfte 1260 mit den Kölnern gegen den Erzbischof Konrad von Hochstaden. Der Schultheiß Heinrich von Gluwel unterzeichnete 1463 die Erblandesvereinigung des Erzstiftes als Territorialherr. Göddert von Gleuel führte 1474 als Rittmeister die Kölner Funken im daran anschließenden Burgundischen Krieg. Nach dem Aussterben der Linie, 1550, wurden die Schall von Bell und 1630 Johann von Cölln aus der Kölner Ratsherren-Familie Besitzer. Dieser erbaute 1632 aus der ursprünglich vierflügeligen Anlage die heutige zweiflügelige Anlage. Ein Giebelstein weist das Datum auf. 1726 kam das Gut durch Erbkauf wieder an das Domkapitel. Das hatte zur Folge, dass das Gut durch Säkularisation in der Franzosenzeit 1802 in bürgerliche Hände kam, zuerst in die des späteren Hürther Bürgermeisters Heinrich Felten (im Amt 1817–1845). 1969 übernahm die Kommune das Anwesen und machte den Park der Öffentlichkeit zugänglich. Für die Burg fand man aber keine Verwendung. Schließlich übernahm die Burg ein Architekt, der sie 1976/77 denkmalpflegerisch restaurieren und die Nebengebäude zu einer Wohnanlage umbauen ließ. Er wohnt selbst dort und unterhält hier auch sein Büro und ein kleines Oldtimermuseum. Deshalb ist die Burg auch in der Regel nicht zugänglich. Der Hausherr öffnet sein Haus aber für die Konzertreihe Erftkreiszyklus des Hürther Musikseminars und andere kulturelle Veranstaltungen.

## Baubeschreibung

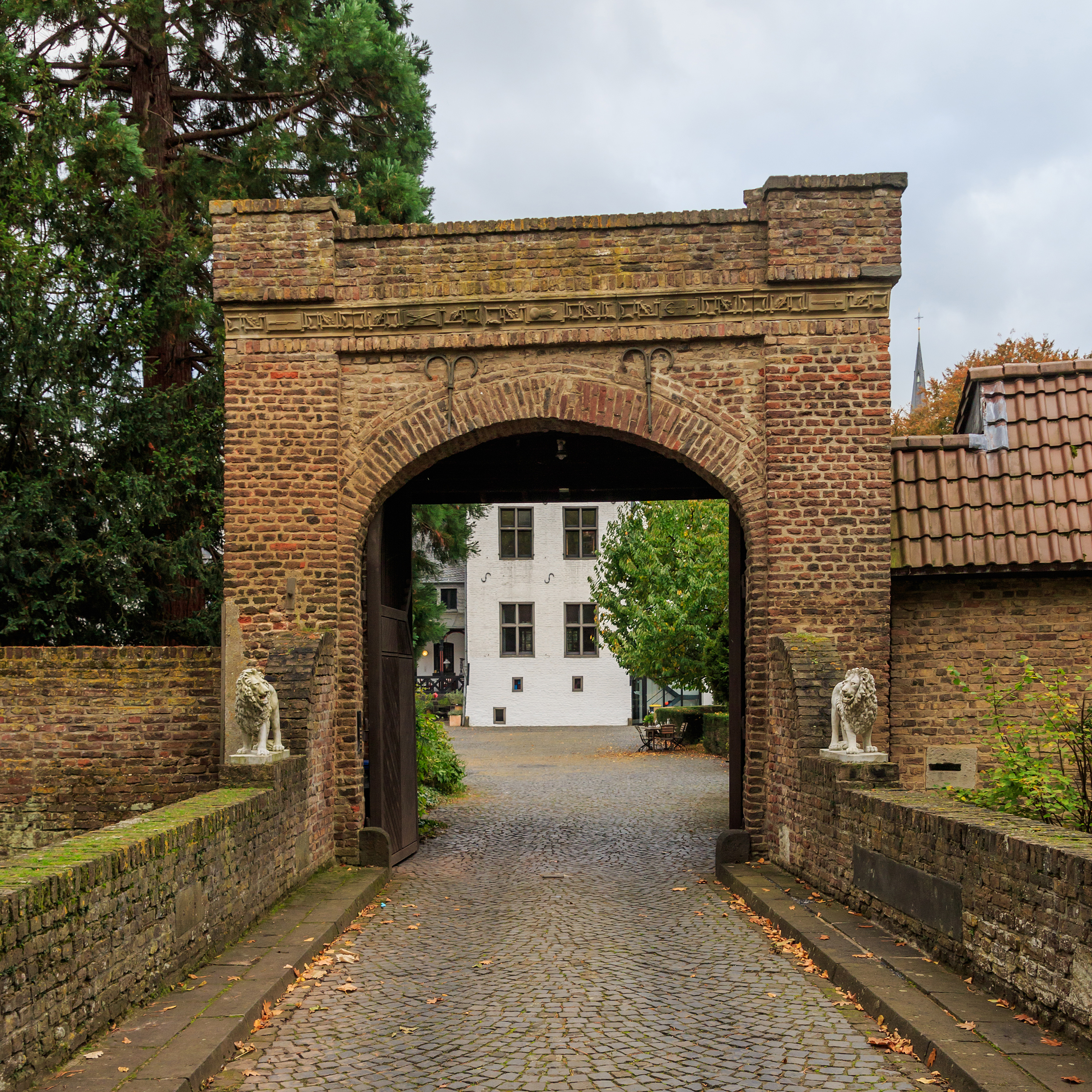
Haupteingang zum Burghof

Die in einem öffentlich zugänglichen Park von Wassergräben des Gleueler Baches umgebene zweiflügelige und zweigeschossige Anlage aus weiß geschlämmten Ziegelsteinen mit Nebengebäuden, die zu einem hufeisenförmigen Hof zusammengefasst sind, der durch ein Tor mit einer durch zwei Marmor-Löwen geschmückten Brücke und Zugang zum Haupteingang abgeschlossen wird, gehört zum Typus des rheinischen Winkelbaues. Der zur Straße ausgerichtete sechsachsige Hauptflügel mit einem mehrfach geschwungenen Treppengiebel ist über eine Brücke zum giebelständigen Eingang zu erreichen. Der etwas höhere vierachsige abgewalmte Seitenflügel ist über einen Treppenturm im Gebäudewinkel angeschlossen. 
Im Inneren des Hauptgebäudes ist die Kölner Decke im Rittersaal mit den Wappen derer von Cölln und derer von Mülheim aus dem Jahre 1685 sehenswert. Er dient heute gelegentlich für Konzerte, die reihum in den Herrenhäusern des Kreises veranstaltet werden. Die Bibliothek mit ihrem englischen Sandsteinkamin vom Beginn des 18. Jahrhunderts ist ebenfalls bedeutsam.